# Монказа-і-Рашяк
Монка́за-і-Рашя́к (кат. Montcada i Reixac) — муніципалітет, розташований у районі (кумарці) Бальєс-Уксідантал (коди району — 40 та VC) провінції Барселона в Автономній області Каталонія, в Іспанії. Код муніципалітету за номенклатурою Інституту статистики Каталонії — 81252. Після нової адміністративної реформи перебуватиме у складі Баґарії (округи) Барселона. За кількістю населення у 2007 р. місто займало 38 місце серед муніципалітетів Каталонії.

## Населення
Населення міста (у 2018 р.) становить 35 599 осіб (з них менше 14 років — 16,2 %, від 15 до 64 — 69,8 %, понад 65 років — 14 %). У 2006 р. народжуваність склала 400 осіб, смертність — 204 особи, зареєстровано 131 шлюб. У 2001 р. активне населення становило 13.793 особи, з них безробітних — 1.487 осіб.
Серед осіб, які проживали на території міста у 2001 р., 18.559 народилися в Каталонії (з них 6.427 осіб у тому самому районі, або кумарці), 8.917 осіб приїхало з інших областей Іспанії, а 819 осіб приїхало з-за кордону.
Університетську освіту має 7,2 % усього населення.
У 2001 р. нараховувалося 9.967 домогосподарств (з них 15,7 % складалися з однієї особи, 28,9 % з двох осіб,23,2 % з 3 осіб, 23,6 % з 4 осіб, 6,4 % з 5 осіб, 1,6 % з 6 осіб, 0,3 % з 7 осіб, 0,2 % з 8 осіб і 0,1 % з 9 і більше осіб).
Активне населення міста у 2001 р. працювало у таких сферах діяльності: у сільському господарстві — 0,5 %, у промисловості — 34,2 %, на будівництві — 9,4 % і у сфері обслуговування — 55,9 %.
У муніципалітеті або у власному районі (кумарці) працює 15.698 осіб, поза районом — 7.913 осіб.

### Доходи населення
У 2002 р. доходи населення розподілялися таким чином :
| \| Доходи населення за статтями доходів \| Доходи населення за статтями доходів \| Доходи населення за статтями доходів \| \| Рік \| 2002 р. \| 2001 р. \| \| ------------------------------------ \| ------------------------------------ \| ------------------------------------ \| \| Заробітна платня \| 63,3 % \| 65,2 % \| \| Доходи від ведення бізнесу \| 20,2 % \| 18,8 % \| \| Соціальна допомога \| 16,6 % \| 16 % \| |         |         |
| Доходи населення за статтями доходів |         |         |
| Рік | 2002 р. | 2001 р. |
| Заробітна платня | 63,3 %  | 65,2 %  |
| Доходи від ведення бізнесу | 20,2 %  | 18,8 %  |
| Соціальна допомога | 16,6 %  | 16 %    |

### Безробіття
У 2007 р. нараховувалося 1.274 безробітних (у 2006 р. — 1.332 безробітних), з них чоловіки становили 45,4 %, а жінки — 54,6 %.

## Економіка
У 1996 р. валовий внутрішній продукт розподілявся по сферах діяльності таким чином :
| \| Валовий внутрішній продукт \| Валовий внутрішній продукт \| Валовий внутрішній продукт \| \| Рік \| 1996 р. \| 1991 р. \| \| -------------------------- \| -------------------------- \| -------------------------- \| \| Сільське господарство \| 0,2 % \| 0,2 % \| \| Промисловість \| 56,1 % \| 56,1 % \| \| Будівництво \| 6,8 % \| 7,7 % \| \| Послуги \| 37 % \| 36,1 % \| |         |         |
| Валовий внутрішній продукт |         |         |
| Рік | 1996 р. | 1991 р. |
| Сільське господарство | 0,2 %   | 0,2 %   |
| Промисловість | 56,1 %  | 56,1 %  |
| Будівництво | 6,8 %   | 7,7 %   |
| Послуги | 37 %    | 36,1 %  |

### Підприємства міста

#### Промислові підприємства
| \| Промислові підприємства міста, за сферою діяльності \| Промислові підприємства міста, за сферою діяльності \| Промислові підприємства міста, за сферою діяльності \| \| Рік \| 2002 р. \| 2001 р. \| \| --------------------------------------------------- \| --------------------------------------------------- \| --------------------------------------------------- \| \| Енергетичні та водні ресурси \| 0,5 % \| 0,6 % \| \| Хімія та метали \| 8,5 % \| 8,9 % \| \| Переробка металів \| 51,4 % \| 51,4 % \| \| Продукти харчування \| 5 % \| 4,7 % \| \| Текстиль \| 4,7 % \| 5,3 % \| \| Виробництво меблів, видання \| 21,4 % \| 20,9 % \| \| Інше \| 8,5 % \| 8,3 % \| \| Усього підприємств \| 644 \| 642 \| |         |         |
| Промислові підприємства міста, за сферою діяльності |         |         |
| Рік | 2002 р. | 2001 р. |
| Енергетичні та водні ресурси | 0,5 %   | 0,6 %   |
| Хімія та метали | 8,5 %   | 8,9 %   |
| Переробка металів | 51,4 %  | 51,4 %  |
| Продукти харчування | 5 %     | 4,7 %   |
| Текстиль | 4,7 %   | 5,3 %   |
| Виробництво меблів, видання | 21,4 %  | 20,9 %  |
| Інше | 8,5 %   | 8,3 %   |
| Усього підприємств | 644     | 642     |

#### Роздрібна торгівля
| \| Підприємства роздрібної торгівлі міста, за сферою діяльності \| Підприємства роздрібної торгівлі міста, за сферою діяльності \| Підприємства роздрібної торгівлі міста, за сферою діяльності \| \| Рік \| 2002 р. \| 2001 р. \| \| ------------------------------------------------------------ \| ------------------------------------------------------------ \| ------------------------------------------------------------ \| \| Продукти харчування \| 33,1 % \| 35,3 % \| \| Одяг та взуття \| 12,7 % \| 12,2 % \| \| Товари для дому \| 15,5 % \| 14,6 % \| \| Книги та періодичні видання \| 3,7 % \| 3,9 % \| \| Промислова хімічна продукція \| 7,8 % \| 7,9 % \| \| Продукція, пов'язана з транспортними засобами \| 7,4 % \| 6,9 % \| \| Інше \| 19,8 % \| 19,3 % \| \| Усього підприємств \| 489 \| 493 \| |         |         |
| Підприємства роздрібної торгівлі міста, за сферою діяльності |         |         |
| Рік | 2002 р. | 2001 р. |
| Продукти харчування | 33,1 %  | 35,3 %  |
| Одяг та взуття | 12,7 %  | 12,2 %  |
| Товари для дому | 15,5 %  | 14,6 %  |
| Книги та періодичні видання | 3,7 %   | 3,9 %   |
| Промислова хімічна продукція | 7,8 %   | 7,9 %   |
| Продукція, пов'язана з транспортними засобами | 7,4 %   | 6,9 %   |
| Інше | 19,8 %  | 19,3 %  |
| Усього підприємств | 489     | 493     |

#### Сфера послуг
| \| Підприємства міста, що працюють у сфері послуг, за діяльністю \| Підприємства міста, що працюють у сфері послуг, за діяльністю \| Підприємства міста, що працюють у сфері послуг, за діяльністю \| \| Рік \| 2002 р. \| 2001 р. \| \| ------------------------------------------------------------- \| ------------------------------------------------------------- \| ------------------------------------------------------------- \| \| Гуртова торгівля \| 23,6 % \| 24,7 % \| \| Готелі та готельний бізнес \| 14,4 % \| 14,9 % \| \| Транспорт та зв'язок \| 25,7 % \| 25,6 % \| \| Посередницькі фінансові послуги \| 2,6 % \| 2,6 % \| \| Послуги підприємствам \| 7 % \| 6,2 % \| \| Послуги фізичним особам \| 19,1 % \| 18,9 % \| \| Нерухомість та ін. \| 7,7 % \| 7,1 % \| \| Усього підприємств \| 1.350 \| 1.311 \| |         |         |
| Підприємства міста, що працюють у сфері послуг, за діяльністю |         |         |
| Рік | 2002 р. | 2001 р. |
| Гуртова торгівля | 23,6 %  | 24,7 %  |
| Готелі та готельний бізнес | 14,4 %  | 14,9 %  |
| Транспорт та зв'язок | 25,7 %  | 25,6 %  |
| Посередницькі фінансові послуги | 2,6 %   | 2,6 %   |
| Послуги підприємствам | 7 %     | 6,2 %   |
| Послуги фізичним особам | 19,1 %  | 18,9 %  |
| Нерухомість та ін. | 7,7 %   | 7,1 %   |
| Усього підприємств | 1.350   | 1.311   |

## Житловий фонд
У 2001 р. 10,6 % усіх родин (домогосподарств) мали житло метражем до 59 м2, 55,7 % — від 60 до 89 м2, 25,5 % — від 90 до 119 м2 і
8,2 % — понад 120 м2.

З усіх будівель у 2001 р. 42,8 % було одноповерховими, 31,1 % — двоповерховими, 11,7 % — триповерховими, 5,5 % — чотириповерховими, 4,6 % — п'ятиповерховими, 2,2 % — шестиповерховими,
0,9 % — семиповерховими, 1,2 % — з вісьмома та більше поверхами.

## Автопарк
| \| Автомобілі, зареєстровані у місті, за призначенням \| Автомобілі, зареєстровані у місті, за призначенням \| Автомобілі, зареєстровані у місті, за призначенням \| \| Рік \| 2006 р. \| 2005 р. \| \| -------------------------------------------------- \| -------------------------------------------------- \| -------------------------------------------------- \| \| Приватні автомобілі \| 68,8 % \| 69,7 % \| \| Мотоцикли \| 7,5 % \| 6,7 % \| \| Вантажівки \| 19,1 % \| 19 % \| \| Трактори \| 0,8 % \| 0,8 % \| \| Автобуси та ін. \| 3,8 % \| 3,7 % \| \| Усього автомобілів \| 21.720 шт. \| 21.205 шт. \| |            |            |
| Автомобілі, зареєстровані у місті, за призначенням |            |            |
| Рік | 2006 р.    | 2005 р.    |
| Приватні автомобілі | 68,8 %     | 69,7 %     |
| Мотоцикли | 7,5 %      | 6,7 %      |
| Вантажівки | 19,1 %     | 19 %       |
| Трактори | 0,8 %      | 0,8 %      |
| Автобуси та ін. | 3,8 %      | 3,7 %      |
| Усього автомобілів | 21.720 шт. | 21.205 шт. |

## Вживання каталанської мови
У 2001 р. каталанську мову у місті розуміли 93,8 % усього населення (у 1996 р. — 91,7 %), вміли говорити нею 66,5 % (у 1996 р. — 63 %), вміли читати 67,9 % (у 1996 р. — 61,3 %), вміли писати 41,6 % (у 1996 р. — 35,1 %). Не розуміли каталанської мови 6,2 %.

## Політичні уподобання
У виборах до Парламенту Каталонії у 2006 р. взяло участь 11.763 особи (у 2003 р. — 13.760 осіб). Голоси за політичні сили розподілилися таким чином:
| \| Вибори до Парламенту Каталонії \| Вибори до Парламенту Каталонії \| Вибори до Парламенту Каталонії \| \| Рік \| 2006 р. \| 2003 р. \| \| -------------------------------------- \| ------------------------------ \| ------------------------------ \| \| Конвергенція та Єднання (CiU) \| 25,4 % \| 23,2 % \| \| Соціалістична партія Каталонії (PSC) \| 36,2 % \| 43,8 % \| \| Народна партія (PP) \| 11,4 % \| 11,5 % \| \| Ініціатива за зелену Каталонію (IC) \| 11,2 % \| 8,4 % \| \| Республіканська лівиця Каталонії (ERC) \| 10,1 % \| 11,5 % \| \| Громадянська партія (C's) \| 2,8 % \| 0 % \| \| Інші \| 2,8 % \| 1,5 % \| |         |         |
| Вибори до Парламенту Каталонії |         |         |
| Рік | 2006 р. | 2003 р. |
| Конвергенція та Єднання (CiU) | 25,4 %  | 23,2 %  |
| Соціалістична партія Каталонії (PSC) | 36,2 %  | 43,8 %  |
| Народна партія (PP) | 11,4 %  | 11,5 %  |
| Ініціатива за зелену Каталонію (IC) | 11,2 %  | 8,4 %   |
| Республіканська лівиця Каталонії (ERC) | 10,1 %  | 11,5 %  |
| Громадянська партія (C's) | 2,8 %   | 0 %     |
| Інші | 2,8 %   | 1,5 %   |

У муніципальних виборах у 2007 р. взяло участь 11.310 осіб (у 2003 р. — 13.784 особи). Голоси за політичні сили розподілилися таким чином:
| \| Муніципальні вибори \| Муніципальні вибори \| Муніципальні вибори \| \| Рік \| 2007 р. \| 2003 р. \| \| -------------------------------------- \| ------------------- \| ------------------- \| \| Конвергенція та Єднання (CiU) \| 18,2 % \| 14 % \| \| Соціалістична партія Каталонії (PSC) \| 40,5 % \| 54,9 % \| \| Народна партія (PP) \| 12,7 % \| 9,6 % \| \| Ініціатива за зелену Каталонію (IC) \| 19,3 % \| 13,7 % \| \| Республіканська лівиця Каталонії (ERC) \| 9,3 % \| 7,8 % \| \| Громадянська партія (C's) \| 0 % \| 0 % \| \| Інші \| 0 % \| 0 % \| |         |         |
| Муніципальні вибори |         |         |
| Рік | 2007 р. | 2003 р. |
| Конвергенція та Єднання (CiU) | 18,2 %  | 14 %    |
| Соціалістична партія Каталонії (PSC) | 40,5 %  | 54,9 %  |
| Народна партія (PP) | 12,7 %  | 9,6 %   |
| Ініціатива за зелену Каталонію (IC) | 19,3 %  | 13,7 %  |
| Республіканська лівиця Каталонії (ERC) | 9,3 %   | 7,8 %   |
| Громадянська партія (C's) | 0 %     | 0 %     |
| Інші | 0 %     | 0 %     |